# 乌尔苏拉·安德烈斯
乌尔苏拉·安德烈斯（德語：Ursula Andress，1936年3月19日—），女，瑞士電影及電視演員。她於1962年上映的首部007電影《第七號情報員》中飾演龐德女郎哈妮，以一身白色比基尼泳裝出場，而成為經典畫面。